# Phrynohyas
Genre
Selon Amphibian Species of the World, le genre Phrynohyas est synonyme de Trachycephalus (voir Faivovich, Haddad, Garcia, Frost, Campbell & Wheeler, 2005).

## Liste des anciennes espèces
- Phrynohyas coriacea (Peters, 1867)
- Phrynohyas hadroceps (Duellman et Hoogmoed, 1992)
- Phrynohyas imitatrix (Miranda-Ribeiro, 1926) photo
- Phrynohyas lepida Pombal, Haddad, et Cruz, 2003
- Phrynohyas mesophaea (Hensel, 1867)
- Phrynohyas resinifictrix (Goeldi, 1907)
- Phrynohyas venulosa (Laurenti, 1768). photo